# Enicospilus luisi
Enicospilus luisi là một loài tò vò trong họ Ichneumonidae.